# Шарков, Феликс Изосимович
Фе́ликс Изосимович Шарко́в (род. 20 июля 1951, Карабаши, Чувашская АССР) — советский и российский социолог. Заслуженный деятель науки РФ. Почетный работник высшего профессионального образования Российской Федерации.

## Биография
Окончил Чувашский государственный университет им. И. Н. Ульянова.
В 1985 году в Институте социологических исследований АН СССР защитил диссертацию на соискание учёной степени кандидата философских наук по теме: «Формирование профессиональных интересов учащихся средних специальных учебных заведений».
В 1999 году в РАГС при Президенте РФ защитил диссертацию на соискание учёной степени доктора социологических наук по теме: «Формирование и реализация социальной политики в регионе: вопросы теории и практики (социологический аспект)» по специальности 22.00.08 — социология управления.
В настоящее время — заместитель декана факультета журналистики, заведующий кафедрой общественных связей и медиаполитики РАНХиГС, профессор в РАНХиГС и МГИМО (У) МИД РФ. Исполнительный директор всероссийских конкурсов на лучшую выпускную квалификационную работу по рекламе и связям с общественностью и на лучший ролик по социальной рекламе. Член рабочей группы Координационного Совета Общественной палаты РФ по противодействию терроризму. Президент Ассоциации «Международная академия коммуникологии». Учредитель и главный редактор журналов «Коммуникология» и "Коммуникология: электронный научный журнал
Автор-составитель и преподаватель курсов коммуникативной направленности: социология коммуникации, коммуникационный консалтинг, массовые коммуникации и медиапланирование, гендерные коммуникации, основы теории коммуникации, интегрированные маркетинговые коммуникации, коммуникология, правовые основы коммуникационной деятельности, гендерная коммуникология, управление человеческими ресурсами, человеческий капитал. и др.
Основал коммуникологию «как междисциплинарное научное направление. Он выступает инициатором разработки концепции социального государства, публикует серию учебников (в том числе с соавторами) по основам социального государства и защищает докторскую диссертацию по соответствующей проблематике. Научной общественностью он признан основателем такого научного направления в социологии, как социономика. Проф. Шарков свои научные исследования задумывал как междисциплинарные и полипарадигмальные. Основывая теорию эгалитарной коммуникации, он раскрывает необходимость обеспечения равного доступа всем субъектам коммуникации к востребованным ими каналам коммуникации; сформировав теорию ноосоциетальной системы, стал рассматривать коммуникационную проблематику на глобальном уровне. Опубликовал свыше 30 монографий, учебников и учебных пособий по проблемам теории и практики коммуникации. Энциклопедический словарь-справочник „Коммуникология“ выдержал шесть изданий и стал настольной книгой для интересующихся генезисом социальной коммуникологии». Разрабатывая актуальную развития интерактивных электронных коммуникаций (в Интернете), обосновал информационно-коммуникационную парадигму «Четвертой волны». "На основе анализа первой информационной революции (появления письменности), второй информационной волны (изобретения книгопечатания) и «Третьей волны Тоффлера» в книге обосновано появление «Четвертой информационно-коммуникационной волны». Появление «Четвертой волны» связывается с возвращением человечества к всеобщим интерактивным коммуникациям (уже на глобальном уровне посредством Интернета), чрезвычайной интенсификацией электронных коммуникаций, виртуализацией социального пространства Интернета и возникновением виртуального сообщества, которое формируется в системе Интернета не просто с целью обмена информацией, а для общения, «проживания» «жителей Сети» в новом типе электронно-виртуальной организации".

## Научная деятельность, членство в научных сообществах
Автор свыше 300 научных работ, в том числе около 50 монографий, учебников и учебных пособий. Наиболее известные из них

### Членство в редколлегиях и редакционных советах научных журналов
Вопросы политологии. Член редакционного совета.
Международный научный журнал «Коммуникология». Главный редактор
Экономическая теория, анализ, практика (ЭТАП). Член редсовета
Вестник Российского университета кооперации. Член редсовета
Международный научный журнал «PolitBook». Член редколлегии
#АЮРМосква — интернет-журнал. Член редколлегии
Ислам в современном мире. Член редсовета
Труд и социальные отношения. Заместитель председателя редакционного совета
Электронный журнал «Глобэкси». Заместитель председателя редакционного совета
Сетевое издание «Коммуникология: электронный научный журнал». Главный редактор
Экономические системы. Член редсовета

### Членство в ассоциациях и экспертных советах
Научно-консультационный совет Центра общественных связей Правительства Москвы. Эксперт.
Российский экспертный совет по отбору и продвижению российских журналов в международные информационные системы. Russian Content Advisory Board (RCAB). Руководитель экспертной группы.
Expert Content Selection and Advisory Committee (ECSAC) — Russian Federation Scopus. Эксперт.
Ассоциация «Международная академия коммуникологии». Президент.
Комиссия по профессионально-общественной аккредитации Ассоциации коммуникационных агентств России (АКАР). Эксперт.

### Членство в программных комитетах научных конференций
Входит в программные комитеты международной научной конференции «Наука и современный университет» (Университет г. Ниш, Сербия) и международной научно-практической конференции Бизнес-исследования «Synthesis 2015» (Университет Сингидунум, Белград).

## Участие в сообществах
- Действительный член Российской академии естественных наук по секции «Российские энциклопедии» (с 09.12.2005).

## Награды и премии
- Медаль «За вклад в реализацию межгородского сотрудничества»
- Медаль «М. В. Ломоносов. 200 лет»
- Медаль «За развитие образования и науки»
- Памятная медаль «100-летие образования Чувашской автономной области»
- В рамках Профессорского форума выбрали лауреатов общенациональной премии «Профессор года — 2020». Председатель Российского профессорского собрания, организатор «Профессорского форума — 2020» Владислав Гриб отметил: «Профессор года — первая в истории России премия, когда независимую общественную оценку профессорам — научной элите России — дают их коллеги. Оценивался вклад профессора комплексно по набору показателей. И оценивались не конкретные вузы, а именно их профессора». В номинации «социальные науки» победителем стал Шарков Феликс Изосимович[40]
- Почетное звание и знак «Рыцарь науки и искусств»[41]
- Почетное звание «Профессор года-2020» в номинации «Социальные науки»Профессорский форум 2021 «Наука и технологии в XXI веке: тренды и перспективы»